# Guyencourt-Saulcourt
Guyencourt-Saulcourt ist eine französische Gemeinde mit 144 Einwohnern (Stand 1. Januar 2022) im Département Somme in der Region Hauts-de-France im Norden von Frankreich. Die Gemeinde gehört zum Kanton Péronne.

## Geographie
Die Gemeinde liegt rund drei Kilometer südwestlich von Épehy und 15 Kilometer nordöstlich von Péronne im Vermandois. Sie setzt sich aus den Ortsteilen Guyencourt (im Nordosten) und Saulcourt (im Südwesten) zusammen.

## Geschichte
Die Gemeinde erhielt als Auszeichnung das Croix de guerre 1914–1918.

## Einwohner
| 1962 | 1968 | 1975 | 1982 | 1990 | 1999 | 2006 | 2010 |
| ---- | ---- | ---- | ---- | ---- | ---- | ---- | ---- |
| 210  | 207  | 169  | 139  | 137  | 148  | 136  | 133  |

## Verwaltung
Bürgermeister (maire) ist seit 2008 Jean-Marie Blondelle.